# Université d’Évry
Université d’Évry − francuski uniwersytet publiczny położony w Évry-Courcouronnes (tuż pod Paryżem), Île-de-France, we Francji, i jest jednym z członków założycieli Université Paris-Saclay.
Ten założony w 1991 roku uniwersytet znajduje się w dynamicznym i stale rozwijającym się "ville nouvelle". W mieście Évry-Courcouronnes znajdują się liczne firmy (Accor, Carrefour), największe centrum handlowe w Île-de-France oraz teatr narodowy.
Istnieje ponad 160 programów studiów, od 2-letnich studiów licencjackich do studiów doktoranckich, z których ponad połowa jest ukierunkowana na konkretny zawód. Uniwersytet oferuje kursy z zakresu nauk ścisłych, technicznych, prawa, ekonomii, zarządzania i nauk społecznych.
Dzięki 18 laboratoriom i 3 szkołom doktorskim uniwersytet jest także ważnym ośrodkiem badawczym, realizującym duże projekty, zwłaszcza w dziedzinie biologii, we współpracy z francuskim Narodowym Centrum Sekwencjonowania (Genopole).

## Sławni nauczyciele
- Nicole Belloubet, francuska prawniczka, nauczyciel akademicki i samorządowiec